# 甘浦邑
甘浦邑（：／ Gampo eup */?）是大韩民国庆尚北道庆州市下辖的一个邑。

## 主要设施
- 甘浦綜合高等學校
- 甘浦港